# 個人的現実の本質
『個人的現実の本質』（原題、The Nature of Personal Reality: A Seth Book）は、作家ジェーン・ロバーツの著作で、チャネリングによるとされる。夫であるロバート・Ｆ・バッツが速記による口述筆記をしている。1974年出版。本書は「セスは語る」に続く、セスという存在が口述した2冊目の本であるとされる。

## 概要
本書は、ジェーン・ロバーツがトランス状態のときに「セス」と呼ばれる「人格を有するエネルギー存在」によって書かれたものであるとされている。
それは1972年4月10日に行われた「セッション609」から 1973年7月11日の「セッション677」までの記録が基になっている。
セスによる序文〈個人的な現実をつくる〉の中で、セスは次のように述べている。「これは個人的な現実がどんなふうに形成されるかを説明する本になるでしょう。そして個人の経験の好ましくない部分を変える方法に重点をおくつもりです。うまくいけば、自己啓発書にありがちな過度に楽観的な姿勢を避け、たとえ自分の問題を解決するためだけであっても、読者に現実というものの性質を理解したくてたまらなくさせるでしょう。これから話す方法はとても実用的かつ効果的で、人間存在の本質に備わる問題に心から関心のある人なら誰でも使えるものです。重要なのは、すべての癒しはある一つの基本的な事実を受け入れた結果だという点です。それはつまり、物質はそれに活力を与える内側の特質によって形成されるということ、それは期待の結果として起こる構造だということ、そして物質はいつでも、すべての意識に本来備わっている創造的な能力を活性化させることによって完全に変えられうるということです。」

## 著者
- ジェーン・ロバーツ（Jane Roberts, 1929-1984）
ロバート・Ｆ・バッツ（記録）

## 著作
- The Nature of Personal Reality: A Seth Book　(1974)

## 日本語訳
- 『個人的現実の本質: セス･ブック』
ナチュラルスピリット編集部／編訳、ナチュラルスピリット、2012年1月、ISBN 978-4-86451-030-1